# Tanguy Ngombo
Tanguy Alban Harrys Ngombo (Brazzaville, 18 de julio de 1984) es un baloncestista congoleño, nacionalizado catarí. que pertenece a la plantilla del Al Rayyan SC de la liga de Catar. Con 1,98 metros de estatura, juega en la posición de alero. Existe una discrepancia con su edad, ya que muchos medios de comunicación publicaron en su día que falsificó su fecha de nacimiento para poder presentarse al Draft de la NBA, quitándose cinco años de edad, habiendo dicho que era nacido en 1989.

## Trayectoria deportiva

### Primeros años
Comenzó a jugar en el Inter Club Brazzaville de su ciudad natal, hasta que en 2006 recaló en el Al Rayyan SC catarí, nacionalizándose de aquel país y llegando a jugar con su selección en varios campeonatos oficiales, en los que promedió 14,1 puntos y 3,0 rebotes por partido.

### Draft de la NBA
En la temporada 2010-11 de la liga de Catar promedió 20,7 puntos, 8,9 rebotes y 2,9 asistencias por partido, aunque sus derechos fueron traspasados a Portland Trail Blazers, junto con Raymond Felton y otras consideraciones, a cambio de Rudy Fernández, Andre Miller, los derechos sobre Petteri Koponen y una segunda ronda condicionada del draft de 2013. Días después, sus derechos serían traspasados a Minnesota Timberwolves, quienes renunciarían a ellos dos años más tarde.

### Regreso a Catar
Volvió a la liga catarí, y en marzo de 2012 estuvo a punto de jugar en España, en el Club Bàsquet Sant Josep Girona de la LEB Oro, pero finalmente su equipo, que lo consideraba pieza fundamental, no le dio la carta de libertad.
Continuó en el equipo catarí hasta la actualidad. En todo ese tiempo ha conseguido nueve ligas de aquel país, además de otros títulos menores.